# Grazielodendron rio-docensis
Grazielodendron rio-docensis là một loài thực vật có hoa trong họ Đậu. Loài này được H.C.Lima miêu tả khoa học đầu tiên.